# Kaoru Osanai
Kaoru Osanai (jap. 小山内薫 Osanai Kaoru; ur. 26 lipca 1881, zm. 25 grudnia 1928) – japoński dramatopisarz, reżyser teatralny i krytyk literacki, współtwórca nowożytnego, realistycznego teatru japońskiego (shingeki).

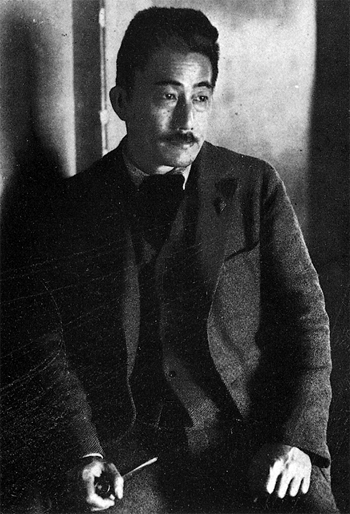
Kaoru Osanai

Pochodził z Hiroszimy. Ukończył studia na Uniwersytecie Tokijskim, później pracował w teatrze, pisał poezje i opowiadania. W 1909 roku wspólnie z Jun’ichirō Tanizakim założył magazyn literacki Shinshichō. W tym samym roku razem z Sadanji Ichikawą, aktorem teatru kabuki, który właśnie wrócił z podróży po Europie, utworzył teatr Jiyū Gekijō. Na jego deskach wystawiano sztuki inspirowane wzorcami naturalistycznego teatru europejskiego, pierwszą wystawioną sztuką był dramat Henrika Ibsena John Gabriel Borkman. Osanai sam pisał sztuki, m.in. Daiichi no sekai (1921) i Musuko (1922), a także tłumaczył utwory dramatopisarzy zachodnich. W 1924 roku założył teatr Tsukiji Shōgekijō.